# Gonzalagunia chiapasensis
Gonzalagunia chiapasensis là một loài thực vật có hoa trong họ Thiến thảo. Loài này được (Standl.) Standl. & Steyerm. mô tả khoa học đầu tiên năm 1940.